# توماس ماثيوز (لاعب كريكت)
توماس ماثيوز (9 ديسمبر 1845 - 5 يناير 1932) (بالإنجليزية: Thomas Matthews)‏ هو لاعب كريكت بريطاني (وحمل سابقاً جنسية المملكة المتحدة لبريطانيا العظمى وأيرلندا).